# 联合国安全理事会第42号决议
《联合国安理会42号决议》是于1948年3月5日在联合国安全理事会第263次会议上通过的。该决议是关于巴勒斯坦问题的，以8票赞成，3票弃权通过。
决议决定，按照联合国大会181号决议的要求，请五大常任理事国就巴勒斯坦问题进行磋商，以便安理会能向联合国巴勒斯坦问题委员会提供指令，同时请巴勒斯坦及其邻国采取行动，减轻巴勒斯坦境内的混乱局势。